# Xu Zhen

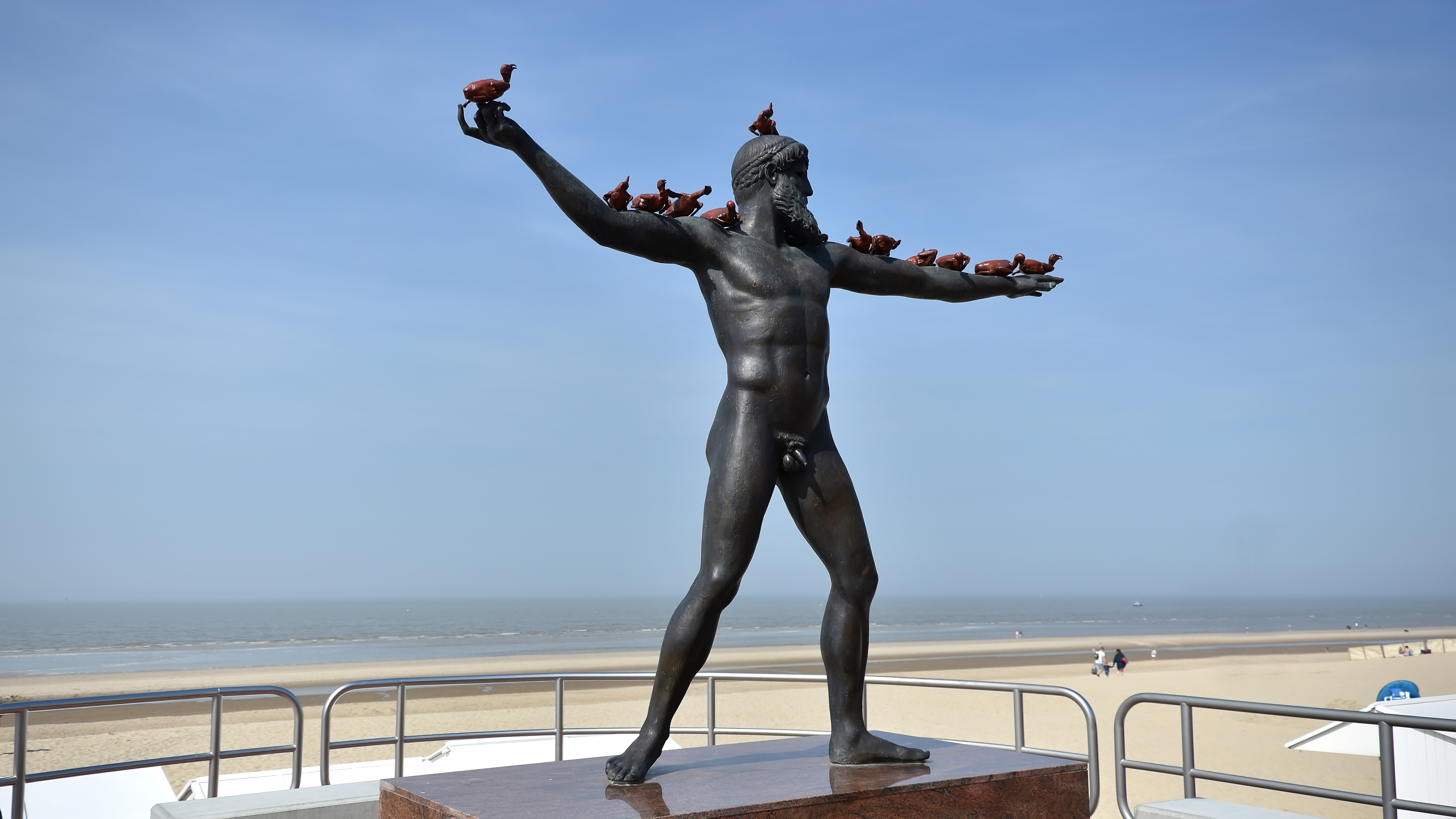
Eternity-Poseidon de Xu Zhen en La Haya, Bélgica.

Xu Zhen (en chino 徐震), n. 1977, es un artista multimedia que vive y trabaja en Shanghái, China.

## Biografía
Su obra, que incluye la fotografía, las instalaciones y el vídeo hace uso de un sentido del humor teatral y practica la crítica social.
Las primeras obras individuales importantes de Xu Zhen incluyen el vídeo Rainbow (1998), donde se golpea la espalda de un hombre hasta enrojecer, mientras que la mano que golpea se abstrae. Esta obra lo convirtió en el artista chino más joven en haber participado en la Exposición Temática de la Bienal de Venecia. El vídeo Gritando (1998), en el que Xu Zhen explota de repente gritando en las concurridas calles de Shanghái, captura el miedo y el desconcierto en los rostros de la multitud, vueltos hacia atrás. La instalación ShanghART Supermarket (2007) recrea un supermercado: los estantes están repletos de productos vacíos, mientras que los artículos, vendidos al precio que normalmente tienen marcado, solo tienen el embalaje.
Sus piezas más recientes examinan los artes antiguo y moderno mientras fusionan las culturas china y occidental en instalaciones monumentales o en nuevas formas de arte. European Thousand-Hand Classical Sculpture (2014) reúne 19 esculturas clásicas occidentales diferentes de diversas formas, inspirándose en la forma del Guanyin de Mil Manos y Mil Ojos (Bodhisattva) en la iconografía budista. Physique of Consciousness (2011) es un vídeo que incluye movimientos derivados de la danza, la gimnasia, los rituales espirituales y culturales.